# Ian Black (nedador)
Ian Black   (Inverness, 27 de juny de 1941) és un nedador escocès, ja retirat, que va competir durant les dècades de 1950 i 1960.
El 1958, amb tan sols 17 anys va rebre el Premi Personalitat Esportiva de l'Any per la BBC, i encara avui és el guanyador més jove que ha rebut el premi. Aquest premi el va rebre per haver guanyat aquell any tres medalles d'or al Campionat d'Europa de natació que es va disputar a Budapest, en els 400 i 1.500 metres lliures i els 200 metres papallona, així com també una medalla d'or en les 220 iardes papallona i dues medalles de plata, en les 440 iardes lliures i el 4x220 iardes lliures, als Jocs de l'Imperi Britànic i de la Comunitat de Cardiff.
El 1959 va establir un nou rècord mundial dels 400 metres lliures, un rècord que es mantindria vigent durant poc més d'un any fins que fou millorat per George Harrison el 1960.
El 1960 va prendre part en els Jocs Olímpics d'Estiu de Roma, on disputà tres proves del programa de natació. Fou quart en els 400 metres lliures i el 4x200 metres lliures i setè en els 4x100 metres estils.
Guanyà diversos campionats nacionals: 110 iardes lliures (1958 i 1959) 220 iardes lliures (1958 i 1959), 440 iardes lliures (1958 i 1959) 220 iardes papallona (1958 i 1959).
El 2002 fou un dels primers cinquanta homes i dones escocesos incorporats al Scottish Sports Hall of Fame.